# Turkistan Arena
Turkistan Arena (kaz. түрк. Түркістан Арена) – stadion piłkarsko-lekkoatletyczny w Turkiestanie, w Obwodzie turkiestańskim. Oficjalnie otwarty 30 sierpnia 2020 roku.
Stadion posiada klasyfikację UEFA 3 poziomu.
W marcu 2021 roku stadion gościł turniej finałowy o Superpuchar Kazachstanu, w którym rozegrano m.in. finał pomiędzy Tobołem Kustanaj a FK Astana (1:1 pd.(k. 5:4)). Mecze odbyły się bez udziału publiczności z powodu pandemii COVID-19.

## Podstawowe dane
- Całkowita pojemność: 7000[2].
- Wymiary murawy: 105 × 68 m[2].
- Powierzchnia obiektu: 35 507 m²[2].